# Personal Liberty League
Personal Liberty League (PLL), var en serie lobbygrupper i USA som bildades på lokal och delstatsnivå i flera amerikanska delstater mellan 1867 och 1920. 
PLL-grupperna var verksamma för att motsätta sig reformer de uppfattade som hotande mot den personliga friheten, som de uppfattade den. De bildades för att motsätta sig den då inflytelserika nykterhetsrörelsens försök att införa ett alkoholförbud. De motsatte sig även rösträttsrörelsen, som verkade för rösträtt för kvinnor. PLL motarbetade även de föreningar som drev kampanj mot spel och kasinon. 